# Kweekbak Cantonspark
De Kweekbak in het Cantonspark is een rijksmonument in het Cantonspark te Baarn.
De kweekbak bevindt zich aan de zuidwestzijde in het park en werd aangelegd in opdracht van August Janssen. De verdiept aangelegde kweekbak wordt aan de noord- en westzijde omsloten door een tuinmuur. De bakstenen tuinmuur heeft muurdammen en is afgedekt met een ezelsrug. Aan de noordzijde van de muur bevindt zich een getoogde doorgang met twee deuren. Het middenpad van de bak is aan weerszijden met boompjes beplant. In de noordoostelijke hoek is een trapje met een leuning met pijlers in de vorm van een dobbelsteenkapiteel. De tuinmuur ligt op het zuiden en wordt gebruikt voor het kweken van druiven. 